# Kaczyka (gmina)
Kaczyka (rum. Cacica) – gmina w Rumunii, w okręgu Suczawa. Obejmuje miejscowości Kaczyka, Majdan, Pârteștii de Sus, 
Runk i Nowy Soloniec. W 2011 roku liczyła 3712 mieszkańców. Według tego samego spisu powszechnego na terenie gminy mieszkało 744 Polaków, co stanowiło 20,04% jej mieszkańców.